# Niklas Kieber
Niklas Kieber (4 marzo 1993) è un ex calciatore liechtensteinese, di ruolo attaccante.

## Carriera

### Club
Ha iniziato la carriera professionistica al Fussballclub Triesen nel 2009.

### Nazionale
Ha fatto parte della nazionali giovanili Under-19 e Under-21 del suo paese. Alle qualificazioni di Euro 2016 fa parte della rosa della prima squadra.